# 沃诺吉里县
沃诺吉里縣（印尼語：Kabupaten Wonogiri）是印度尼西亚中爪哇省东南部的一個縣，面积1,822.36 km 2 ，根據2010年人口普查，當地人口有928,904 人，根據2020年人口普查，當地人口有1,096,138 人。 沃诺吉里县縣城位於沃诺吉里，它位于梭罗东南约33公里。